# Crozzon di Brenta
Il Crozzon di Brenta (3122 m s.l.m.) è una montagna delle Alpi Retiche meridionali. È una delle vette più caratteristiche e importanti delle Dolomiti di Brenta e di tutte le Dolomiti.

## Descrizione
(Gino Buscaini e Ettore Castiglioni, Dolomiti di Brenta)
Il Crozzon di Brenta è il pilastro che si protende a nord dalla cima Tosa.
Presenta una struttura orografica molto semplice, essendo formato da due sole pareti verticali, esposte a nord-est e a ovest, il cui incontro forma lo spigolo nord della montagna, alto 900 metri, incombente sull'alta val Brenta e ben visibile dalla strada Pinzolo-Madonna di Campiglio.
A sud il Crozzon è collegato alla Tosa da una lunga cresta frastagliata, che non presenta grandi dislivelli. Di fatto, dal punto di vista orografico, il Crozzon non è che una spalla della cima Tosa, ma l'imponenza delle sue forme, la sua visibilità e la grande importanza alpinistica gli conferiscono una individualità anche superiore a quella della cima più alta. In particolare il maggiore interesse si concentra sulla parete nord-est, di fronte al rifugio Brentei.
Sulla vetta si trova il bivacco intitolato a Ettore Castiglioni, alpinista e scrittore, estensore della prima guida alpinistica del gruppo di Brenta.

## Prima salita
La prima ascensione fu realizzata dopo diversi tentativi l'8 agosto 1884, da Karl Schulz di Lipsia con la guida Matteo Nicolussi di Molveno, traversando per cresta dalla cima Tosa.

## Itinerari
Il Crozzon di Brenta non presenta accessi facili.
L'itinerario dei primi salitori, dalla cima Tosa, è oggi utilizzato quasi esclusivamente come via di discesa - comunque piuttosto lunga e complessa - dalle cordate che risalgono le difficili pareti che dominano la val Brenta.

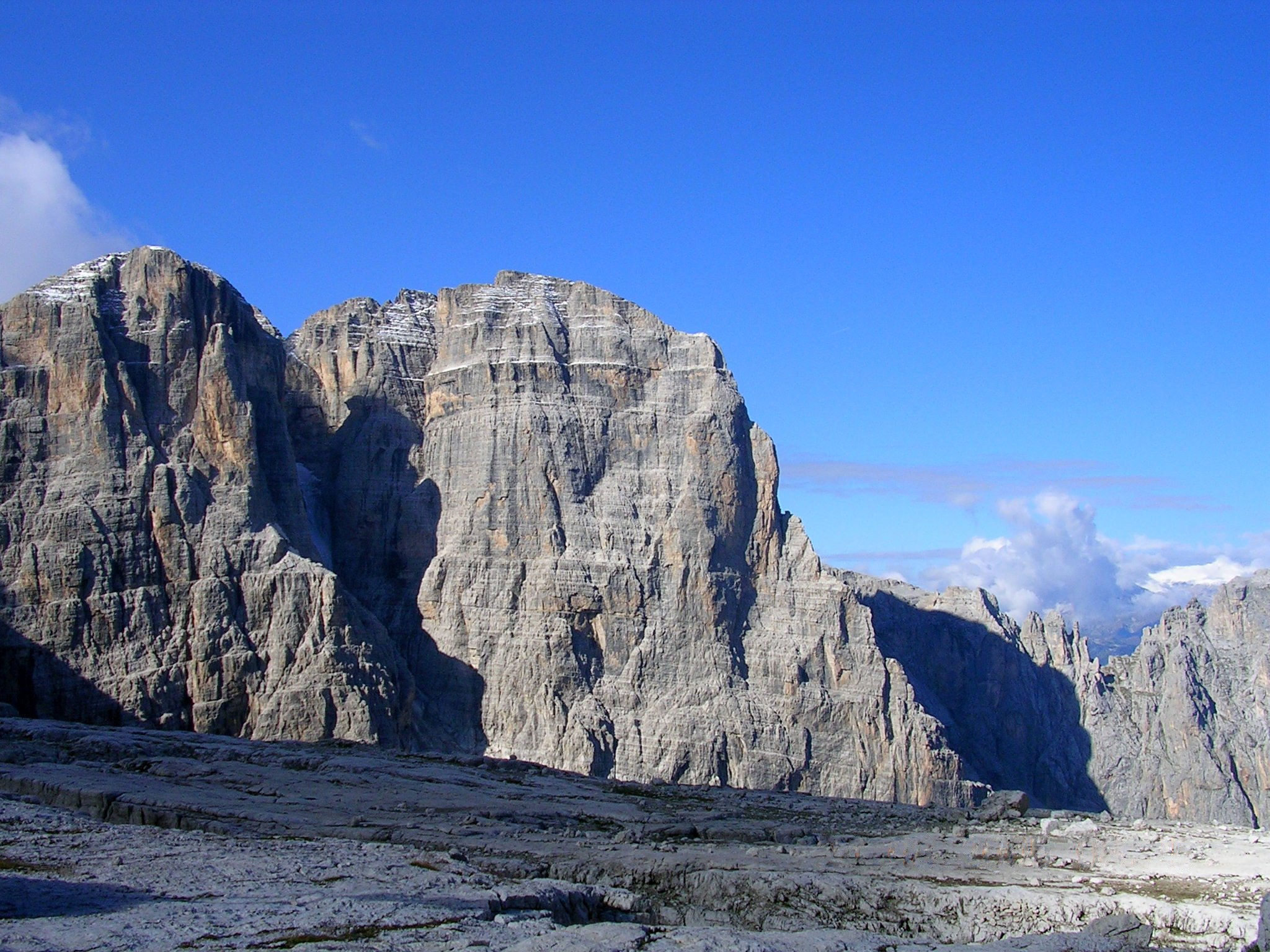
Il Crozzon dal rifugio Alimonta

- Un itinerario classico percorre lo spigolo nord (900 m; D), aperto nel 1905 da Fritz Schneider e Adolf Schultz, è un itinerario molto frequentato, che viene talvolta utilizzato anche in discesa, che risale un po' a destra il filo dello spigolo per logica successione di diedri e camini.
- Al centro della parete nord-est, c'è un itinerario tortuoso tracciato da Paul Preuss e il compagno Paul Relly nel 1911 successivamente rettificato da Ettore Castiglioni ed S. Conci nel 1929 (800 m, IV+, D+). La variante Castiglioni evita il lungo e tortuoso traverso a destra della via originale che parte dal margine sinistro della parete e si congiunge direttamente alla sezione chiave: una serie di camini che immettono nel colatoio al centro della parete.

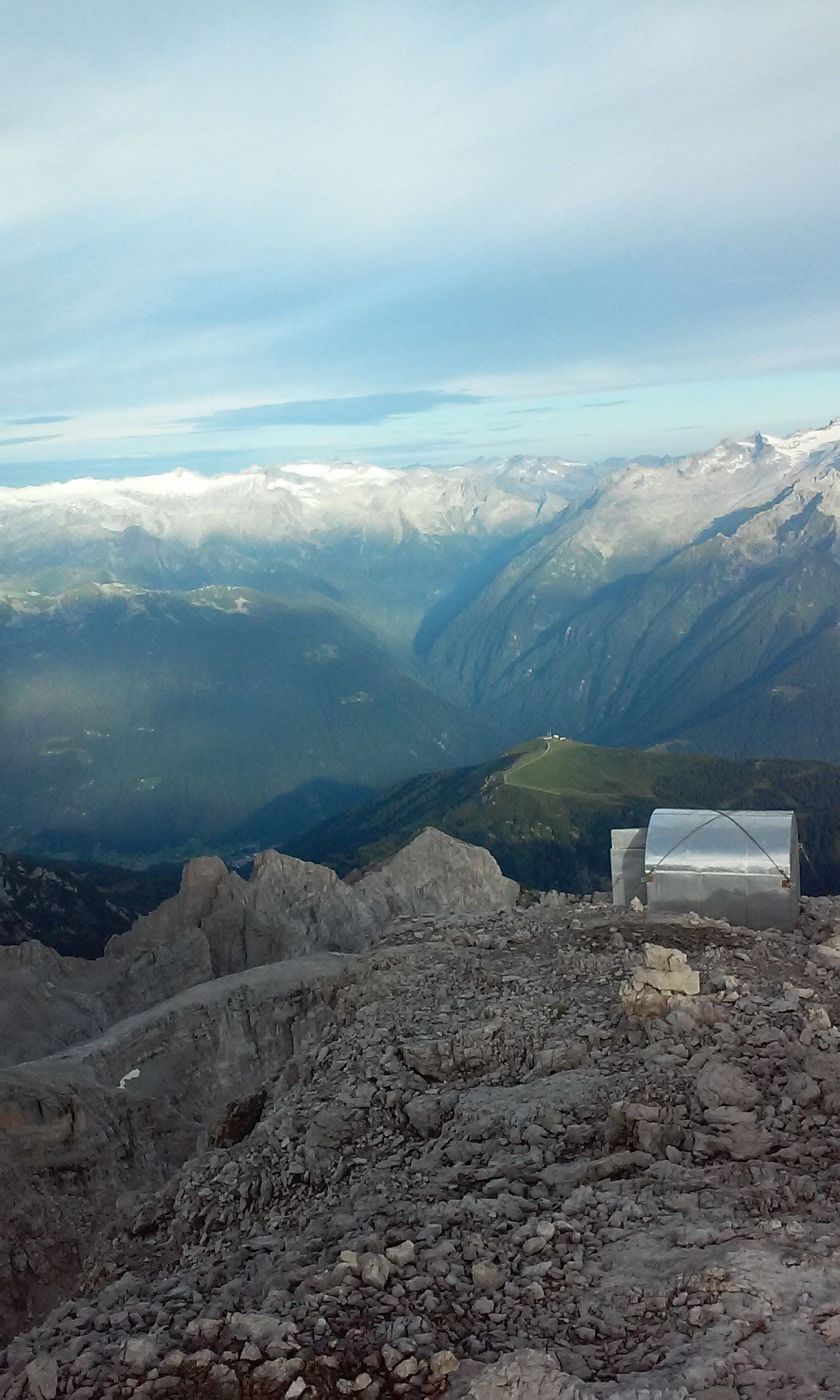
Cima del Crozzon di Brenta con il bivacco Castiglioni

- Al margine sinistro della parete, lungo due colate nere c'è la via della guide, tracciata nel 1935 da Bruno Detassis con Enrico Giordani (800 m; TD V+), è una delle vie più famose del Brenta per la saldezza della roccia e l'eleganza dell'arrampicata.
- Più a destra sale il pilastro dei francesi (800 m; TD+ VI-), lungo un marcato rigonfiamento sul lato destro della parete detto Pilastro dei Francesi, che viene vinto per fessure e diedri, tracciato da Jean Frehel e Dominique Leprince Ringuet nel 1965.
- Il grande diedro della parete nord-est, a destra del pilastro dei Francesi, che confluisce sulla sommità dello spigolo è stato vinto nel 1959 da Armando Aste e Milo Navasa (800 m, V+ e A2).

Sulla stessa parete e sulla parete ovest si sono cimentati negli anni molti grandi alpinisti, tracciando altri difficili itinerari di grande eleganza. La Diretta per la Parete Ovest è stata salita per la prima volta da Georges Livanos, Marc Vaucher e Roger Lepage il 26-27 luglio 1961.
Ai fini turistico-escursionistici, il sentiero di accesso al rifugio Brentei e il rifugio stesso si prestano molto bene per ammirare il Crozzon di Brenta dai suoi versanti più spettacolari.